# John Graham, I visconte Dundee
John Graham, I visconte Dundee (Glamis, 21 luglio 1648 – Killiecrankie, 27 luglio 1689), è stato un militare, politico e nobile scozzese.
John Graham era noto col titolo di 7º proprietario di Claverhouse sino all'elevazione alla vicecontea nel 1688, e fu un politico appartenente al partito Tory. Claverhouse fu responsabile del sud-est della Scozia durante le ribellioni degli anni '70 e '80 del seicento.
Dopo la sua morte, gli storici presbiteriani lo definirono col soprannome di "Bluidy Clavers".
Come generale dell'esercito scozzese, Claverhouse rimase fedele al re Giacomo VII di Scozia anche dopo la Gloriosa Rivoluzione del 1688. Egli radunò tutti i clan delle Highland leali alla causa giacobita e, pur perdendo la vita in battaglia, li portò alla vittoria a Killiecrankie. Sebbene la prima rivolta giacobita fu un insuccesso, Claverhouse divenne comunque un eroe del giacobitismo, acquisendo il soprannome di "Bonnie Dundee", celebrato anche dallo scrittore Walter Scott nell'Ottocento in una sua poesia.

## Biografia

### La famiglia
La famiglia Graham era discendente da re Roberto III di Scozia attraverso la sua seconda figlia, la principessa Mary. Il ramo della famiglia a cui apparteneva John Graham aveva nel tempo acquisito la residenza di Claverhouse presso Dundee. Egli era il primogenito di sir William Graham e di sua moglie lady Madeline Carnegie, quinta figlia del conte di Northesk. Vi era inoltre un fratello minore, David, e due sorelle. Sia John che David vennero educati all'Università di St. Andrews, laureandosi nel 1661.
William Graham morì nel 1652 circa, e i due fratelli ricaddero sotto la tutela dei loro zii e parenti più prossimi. Nel 1660 vennero inclusi nella borghesia di Dundee, probabilmente su rassicurazione del loro zio paterno, George Graham. John Graham ereditò la residenza di Claverhouse quando raggiunse la maggiore età nell'estate del 1669.
Le proprietà di Claverhouse includevano anche una casa a Glen Ogilvie nelle Sidlaw Hills a nord di Dundee (oggi distrutta), il Castello di Claypotts, ed una casa a Mill of Mains. Nel 1669 lo zio materno dei Graham, David Carnegie, lord Lour, assicurò a John la nomina a Giudice di Pace per la città di Angus.

### Il servizio militare all'estero
Iniziò la sua carriera militare nel 1672, come tenente nel reggimento di sir William Lockhart. Questo reggimento si trovava sotto il diretto comando del duca di Monmouth, al servizio del re di Francia Luigi XIV. Dal 1674, Graham ottenne il rango di alfiere nella guardia personale di Guglielmo d'Orange. Si disse che presenziò alla Battaglia di Seneffe in quello stesso anno, e che salvò il giovane principe da una caduta da cavallo anche se lo storico Charles S. Terry dubita di questa versione dei fatti. Militò sino a raggiungere il rango di capitano ma due anni dopo, a seguito del fallito tentativo di assedio di Maastricht, Graham si licenziò e fece ritorno in Scozia. Guglielmo d'Orange scrisse per l'occasione una lettera di suo pugno a Giacomo, duca di York (poi Giacomo VII di Scozia), che era suo zio e suocero, raccomandandogli John Graham come soldato.

### Il servizio militare in Scozia
Dopo aver lasciato l'Olanda, Graham venne nominato capitano da Carlo II ed inviato nella Scozia sud-occidentale nel 1678, con l'ordine di reprimere i "conventicoli", delle riunioni segrete condotte dai presbiteriani che erano state rese illegali da leggi dello stesso Carlo II per forzare la chiesa episcopale in Scozia.
Il 1º giugno 1679 scorse un conventicolo segreto: "quando li vedemmo si trovavano su una piccola imbarcazione, un terreno molto vantaggioso per noi, perché tutt'attorno vi erano solo acquitrini e laghi. Non stavano predicando... Erano quattro battaglioni e ben armati con fucili e picche, e tre squadroni di cavalieri."

Per il terreno difficoltoso, i dragoni di Claverhouse non furono inizialmente in grado di avanzare verso i "covenanters", ma si limitarono a qualche sparo reciproco dove però i "covenanters" ebbero la meglio. Claverhouse e le sue truppe dovettero battere velocemente in ritirata dalla Battaglia di Drumclog, lasciando 36 morti sul campo. Il cavallo di Claverhouse rimase ferito e per quanto fosse riuscito a portarlo fuori dalla battaglia morì poco dopo sotto la sua sella. Scrisse quindi una lettera al conte di Linlithgow:
"si è risolto tutto in uno scontro generale, e mentre avanzavamo coi cavalieri dietro di noi iniziarono lo scontro... gli sparammo, e avanzammo comunque: i primi a cadere dei nostri furono l'alfiere mr. Crafford ed il capitano Bleith, oltre al fatto che con le picche squarciarono il ventre del mio cavallo... con gli uomini a tal punto scoraggiati, non resistettero allo shock, ma caddero nel disordine più totale".
Claverhouse fece ritorno a Glasgow, che i covenanter avevano assediato per breve tempo ma non poterono prendere per mancanza di adeguata artiglieria. Claverhouse e i suoi lasciarono la città il 3 giugno per portarsi a Stirling. In una lettera su Drumclog, Claverhouse concluse affermando "Per mia opinione questa può essere considerata l'inizio di una ribellione." Raggiunto successivamente dal duca di Monmouth, le due parti si scontrarono nella Battaglia di Bothwell Brig, il 22 giugno, ed i covenanters vennero sconfitti. Nel 1680, venne inviato a Londra per convincere il re a schierarsi contro il metodo indulgente adottato dal duca di Monmouth nei confronti del partito dei covenanters. All'inizio del 1680 ottenne una rendita dal re derivata dalla baronia del fuorilegge Macdougal di Freuch.
Nel gennaio del 1681, venne nominato sceriffo di Wigtown, Dumfries, Kirkcudbright e Annandale. Nel dicembre del 1682, venne nominato colonnello di un nuovo reggimento in Scozia. Nel gennaio del 1683, il caso del conte di Lauderdale venne dibattuto alla Camera dei lord. Lauderdale era proprietario di terre e signorie tra Dundee e Dudhope, ed il decretò dei Lords assegnò a Graham tali beni nel marzo del 1683 per la somma di 72.000 sterline. Graham riuscì ad avere il Castello di Dudhope (parte delle proprietà del conte di Lauderdale) ed il titolo di conestabile di Dundee con decreto reale del 1684. Nel maggio del 1683, venne nominato membro del Privy Council di Scozia.

### Il matrimonio e la promozione
Nel 1684, sposò lady Jean Cochrane, figlia di William Cochrane, I conte di Dundonald, strenuo covenanter. Poco dopo la morte di Carlo II nel 1685, Graham cadde temporaneamente in disgrazia (si era schierato a favore dei diritti dei soldati che risultavano all'epoca sottopagati), motivo per cui venne temporaneamente sospeso dalla carica di consigliere privato in Scozia ma venne reinstallato a tale carica nel maggio di quell'anno, senza però la commissione di giudice. Nel 1686 venne promosso al rango militare di maggiore generale ed ottenne l'incarico di conestabile col titolo di Lord Prevosto di Dundee. Uno dei suoi primi atti da prevosto fu quello di abolire la pena di morte per furto nella sua giurisdizione. Nel 1688, risultò secondo in comando nell'armata del generale Douglas. Nel medesimo anno venne creato Visconte Dundee da Giacomo VII mentre si trovava in Inghilterra coi suoi uomini. Ottenne inoltre il comando di tutte le forze del re in Scozia, in un periodo travagliato dove ormai la dinastia degli Stuart era agli ultimi anni di regno.

### Il servizio militare dopo la Rivoluzione del 1688

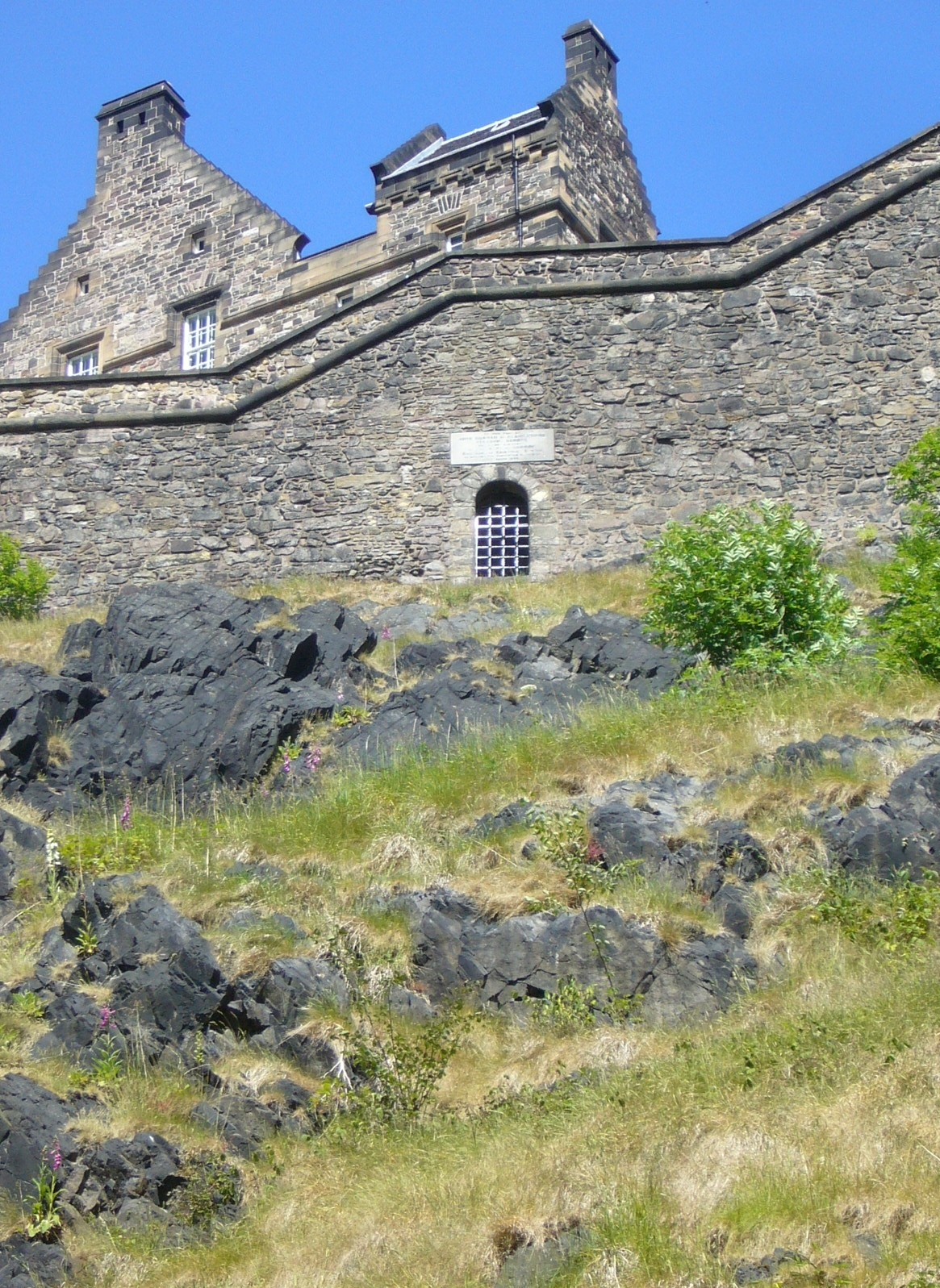
L'entrata posteriore del Castello di Edimburgo, datata al 1735 circa, sorge nei pressi del luogo ove Dundee si incontrò con Gordon nel marzo del 1689.

Dundee ritornò in Scozia per la riunione degli Stati Generali ad Edimburgo, esortato a sostenere risoluzione sul Duca di Gordon quale nuovo governatore del Castello di Edimburgo, in nome del re. La Convenzione si dimostrò ostile a tale risoluzione, ed il visconte Dundee pertanto iniziò a pensare all'idea di costituire una nuova convenzione con sede a Stirling che si riunisse in nome di Giacomo VII, ma l'esitazione dei suoi consociati rese futile tale disegno, che al fine venne abbandonato. Prima di questi fatti, il 18 marzo 1689, aveva lasciato Edimburgo alla testa di una compagnia di cinquanta dragoni per incontrarsi poco fuori dalle mura del castello proprio col duca di Gordon.
Dundee si ritirò a Dudhope. Il 30 marzo, malgrado una lettera alla Convenzione nella quale dichiarò di non essere in armi e di vivere pacificamente nella sua casa in attesa del suo primogenito che sarebbe venuto alla luce di li a breve, venne denunciato pubblicamente come traditore dello stato. Malgrado le sue parole, ad ogni modo, fu visto spesso a Dudhope, e nella sua residenza di Glen Ogilvy ed i suoi movimenti vennero segretamente studiati e seguiti dal parlamento, al punto che dovette ritirarsi sempre più verso nord.
Nel 1689, dopo la detronizzazione di Giacomo VII, continuò a supportare la dinastia degli Stuart come comandante in capo delle forze scozzesi. Dundee uscì definitivamente allo scoperto supportando apertamente la causa dei giacobiti e levando lo stendardo reale sulle sue residenze. Malgrado tutto ciò, secondo lo storico Bruce Lenman, il suo supporto agli Stuart venne visto freddamente dagli abitanti della città su cui aveva feudo.
Quando infatti tornò a Dundee con un piccolo gruppo di truppe a cavallo trovò le mura sorvegliate da guardie ed i cancelli chiusi al suo arrivo. La città era stata infatti presa dalle forze guglielmite. Il fatto ce le notevoli forze da lui lasciate in città avessero preferito non combattere contro i guglielmiti, fece capire al visconte Dundee che evidentemente era il solo a sostenere la sua causa. Per quattro mesi cercò nuovi sostenitori alla causa di re Giacomo perché questi potesse fare finalmente ritorno dall'Irlanda.

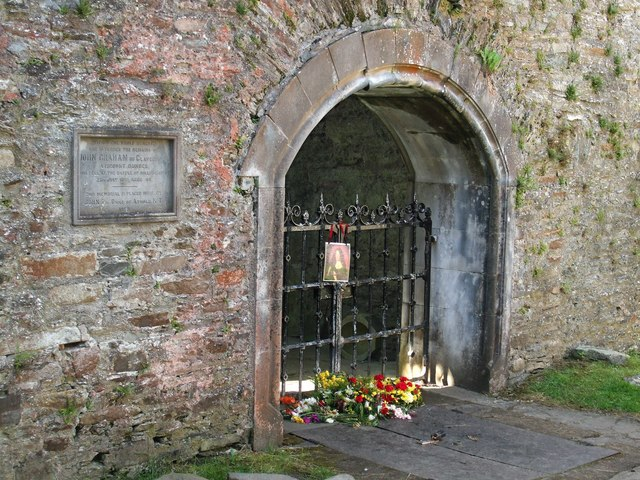
La Cripta di St. Bride presso Blair Atholl

La sua principale vittoria miliare di questo periodo la ottenne nella Battaglia di Killiecrankie sul finire dell'anno contro preponderanti forze guglielmite guidate dal generale Hugh Mackay. Le truppe a sostegno degli Stuart risultarono vittoriose ma Dundee, nell'atto di incoraggiare i suoi uomini, venne colpito alla sua coazza da una palla di moschetto nemico e cadde morto dal suo cavallo. Graham prima di morire chiese ripetutamente ai suoi soldati "Come sta andando la battaglia?" e questi replicavano "Bene per re Giacomo, ma male per vostra signoria". All'ultima di queste richieste, Graham rispose dicendo "Se va bene per lui, io non ho problemi".
La battaglia, per quanto vittoriosa, segnò in realtà la fine dell'insurrezione stessa. La morte di Dundee, nel bel mezzo della confusione di una carica di cavalleria, divenne oggetto di numerose leggende e racconti popolari, la più conosciuta delle quali racconta del fatto che, dopo aver fatto un patto col diavolo, il generale fosse divenuto invulnerabile al piombo delle pallottole, ma che fosse in realtà morto a causa di un bottone d'argento acuminato della sua giacca che nella concitazione dello scontro gli si conficcò in petto. Morì sul campo di battaglia e venne poi trasportato ad alcune miglia di distanza nella chiesa parrocchiale di St Bride, presso il Castello di Blair, dove venne poi sepolto. La lastra tombale che lo commemora nella cripta risulta errata dal momento che gli attribuisce 46 anni al momento della morte, quando ne aveva in realtà 41. L'elmo e la corazza di Dundee, rimosse dalla cripta sotto la chiesa nel XIX secolo, sono oggi conservate al castello di Blair.
Una canzone dell'epoca dal titolo  "Bonnie Dundee" (o "Bonny Dundee") e datata nella sua composizione a prima della nomina a visconte da parte di Dundee, oltre ad altre musiche appositamente composte nel XVIII secolo per celebrarlo, hanno ispirato a loro volta diverse composizioni. Lo stesso scrittore inglese Walter Scott ha pubblicato nel 1828 una poesia a lui dedicata.